# جائزة الكرة الذهبية 1992
جائزة الكرة الذهبية 1992، جائزة سنوية تُعطى لأفضل لاعب كرة القدم في العالم من طرف مجلة فرانس فوتبول الفرنسية، كما تقرره لجنة دولية من الصحفيين الرياضيين، وفاز بالجائزة في 1992 اللاعب الهولندي ماركو فان باستن لاعب إيه سي ميلان.

## الترتيب
| الترتيب | اللاعب           | النادي         | الجنسية | النقاط |
| ------- | ---------------- | -------------- | ------- | ------ |
| 1       | ماركو فان باستن  | إيه سي ميلان   | هولندا  | 98     |
| 2       | خريستو ستويتشكوف | برشلونة        | بلغاريا | 80     |
| 3       | دينيس بيركامب    | أياكس أمستردام | هولندا  | 53     |